# موس برگر
موس برگر (انگلیسی: MOS Burger) شرکت صنایع غذایی ژاپنی است، که در سال ۱۹۷۲ تأسیس شد.